# Сианьский метрополитен
Сианьский метрополитен (кит. 西安地铁 Xī'ān dìtiě) — действующий с 2011 года метрополитен в городе Сиань в Китае.

## История
Планирование строительства метрополитена в городе началось в 1980-х годах. Подготовленный план строительства был представлен городскому совету в 1994 году. Предполагалось строительство четырёх линий общей длиной 73,17 км. В феврале 2004 год переделанный план был представлен правительству Китая. 13 сентября 2006 года он был одобрен. На 2010 год Сиань, с населением свыше 7 миллионов человек, являлся одним из крупнейших городов мира, не имевших метрополитена.
29 сентября 2006 года началось строительство первой линии метрополитена (линия 2 согласно Плану), в 2010 году — линии 1. Метрополитен открылся 16 сентября 2011 года (участок линии 2). На всех станциях установлены платформенные раздвижные двери.

## Линия 1 (синяя линия)
Линия 1 представляет собой вторую очередь Сианьского метрополитена. Строительство должно было начаться в 2009 году, но было отложено в связи с глобальным экономическим кризисом. Движение открыто 15 сентября 2013 года. Линия проходит в направлении с запада на восток, проходя под улицей Ляньху, строительство велось закрытым способом. Длина линии — 31,5 км, 23 станции.

## Линия 2 (красная линия)
Строительство первой очереди началось 29 сентября 2006 года, открытие состоялось на 16 сентября 2011 год. Линия проходит в направлении с севера на юг и пересекает центр города, проходя под Южными и Северными воротами, а также под Колокольной башней. На момент открытия эксплуатировалось 19,9 км и 17 станций. Сейчас линия имеет длину 26,7 км и состоит из 21 станции. Стоимость строительства оценивается в 17,9 миллиардов юаней.

## Линия 3 (фиолетовая линия)
Строительство первой очереди началось в 2011 году, открытие состоялось 15 сентября 2016 года. Линия проходит в направлении с северо-востока на юго-запад от станции Баошуйцю до станции Юхуачжай, станции пересадки на линию 1 Тунхуамынь и на линию 2 Сяочжай. Длина линии — 39,2 км и 26 станций.

## Линия 4 (голубая линия)
Линия проходит с севера на юг от Северного вокзала до станции Хантянь Синьчэн. Открыта 26 декабря 2018 года. Длина линии — 35,2 км. Состоит из 28 станции.

## Линия 5 (светло-зеленая линия)
Линия проходит с запада на восток от станции Чуансиньган до станции Матенкун. Открыта 28 декабря 2020 года. В сентябре 2024 года продлена на 2 станции в восточном направлении, в дальнейшем линия будет продлена до Восточного вокзала. Длина линии — 45,5 км, включает 33 станции.

## Линия 6 (сине-фиолетовая линия)
Линия проходит с юго-запада на северо-восток от Сианьского международного медицинского центра до Северо-западного политехнического университета. Открыта 28 декабря 2020 года. Позже линия была продлена на юго-запад до Южного вокзала, и на северо-восток до станции Фанчжичен. Длина линии — 39,6 км, включает 32 станции.

## Линия 9 (оранжевая линия)
Линия проходит на северо-восток от станции Фанчжичен до станции Циньлинси. Открыта 28 декабря 2020 года. Длина линии — 25,3 км, включает 15 станций.

## Линия 10
Линия проходит с северо-востока от станции Чжаохюигуанчан до станции Цзиншанцунь. Открыта 26 сентября 2024 года. Длина линии — 34,4 км, включает 17 станций.

## Линия 14 (голубая линия)
Линия проходит от Северного вокзала до аэропорта Сианя (в городе Сяньяне). Открыта 29 сентября 2019 года. Длина линии — 42,3 км и 17 станции.

## Линия 16
Находится на западе города. Состоит из 9 станций — от «Шицзинли» до «Циньчуанюань центр», имеет пересадки на линии 1 и 5. Длина линии — 15,1 км. Открыта 27 июня 2023 года.

## Перспективы
К 2030 году планируется расширить сеть метро до 17 линий.

## Стоимость проезда
0-6 км — 2 юаня;
6-10 км — 3 юаня;
10-14 км — 4 юаня;
14-20 км — 5 юаней;
20-26 км — 6 юаней:
26 км и более — 1 юань за каждые 8 км;
24-часовой билет — 15 юаней (время исчисляется с момента использования);
72-часовой билет — 40 юаней.

## Галерея

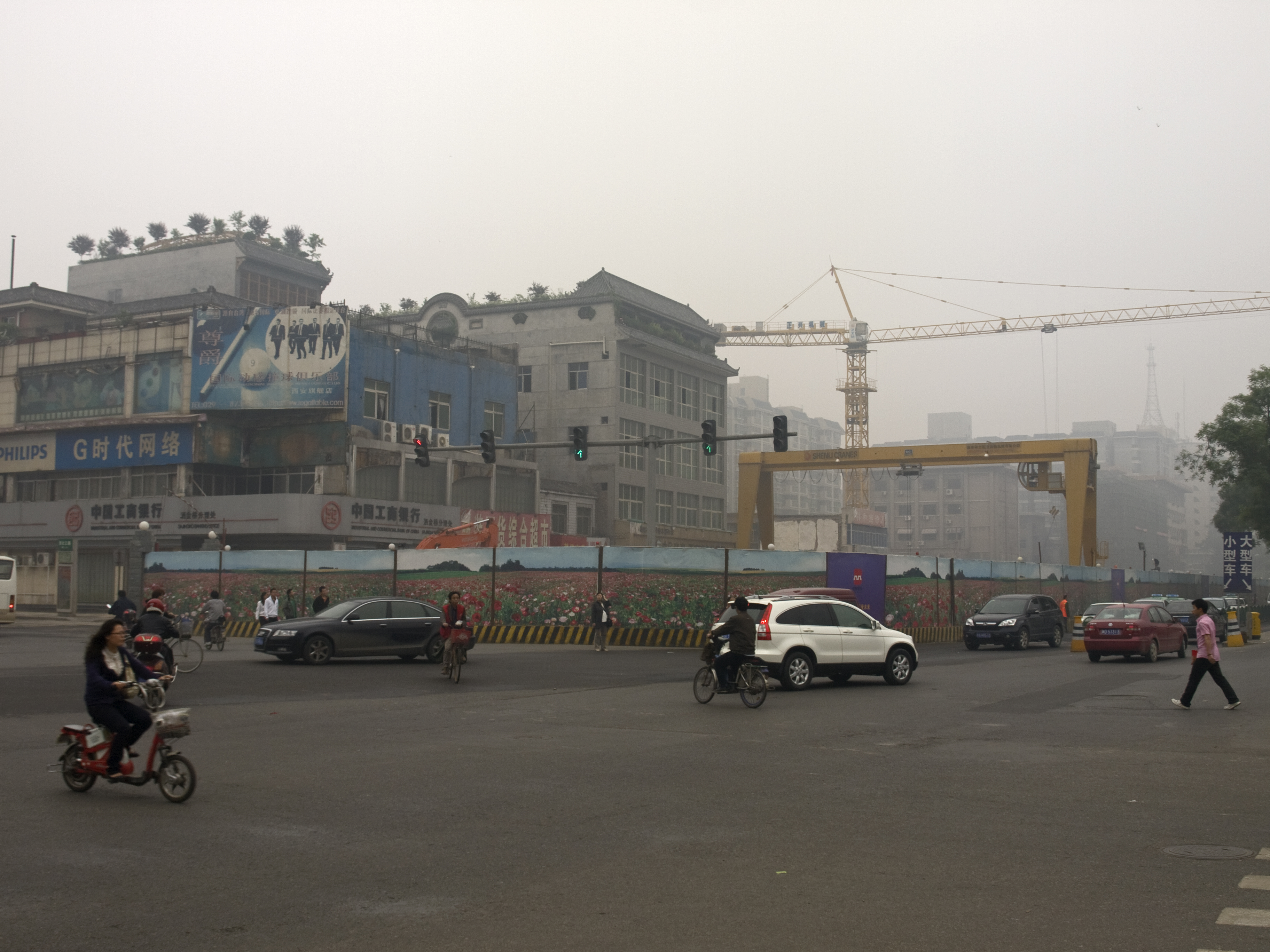
Строительство станции Сацзиньцяо, линия 1
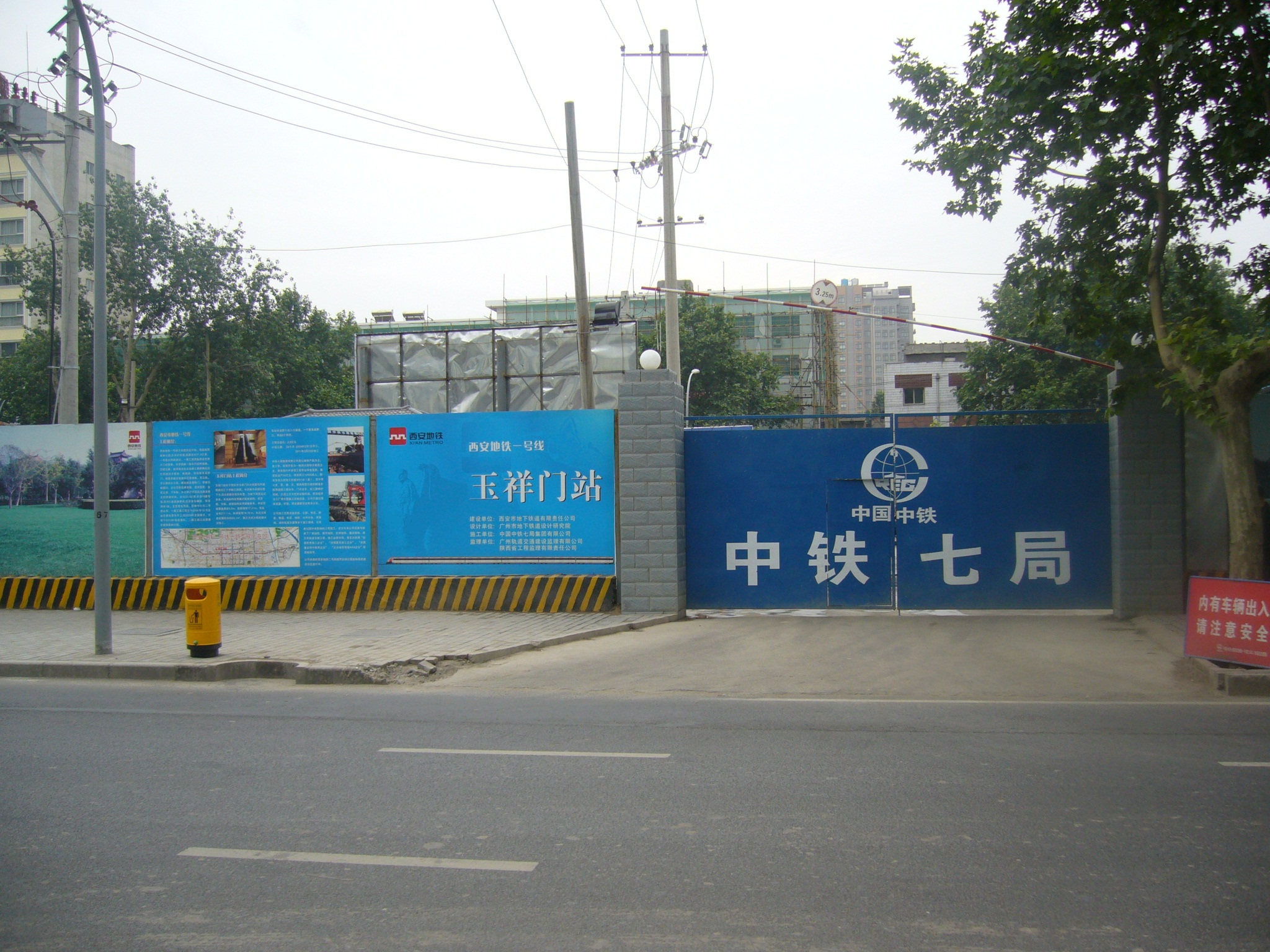
Будущая станция Юцзяньмынь, 1 линия, 2009 год
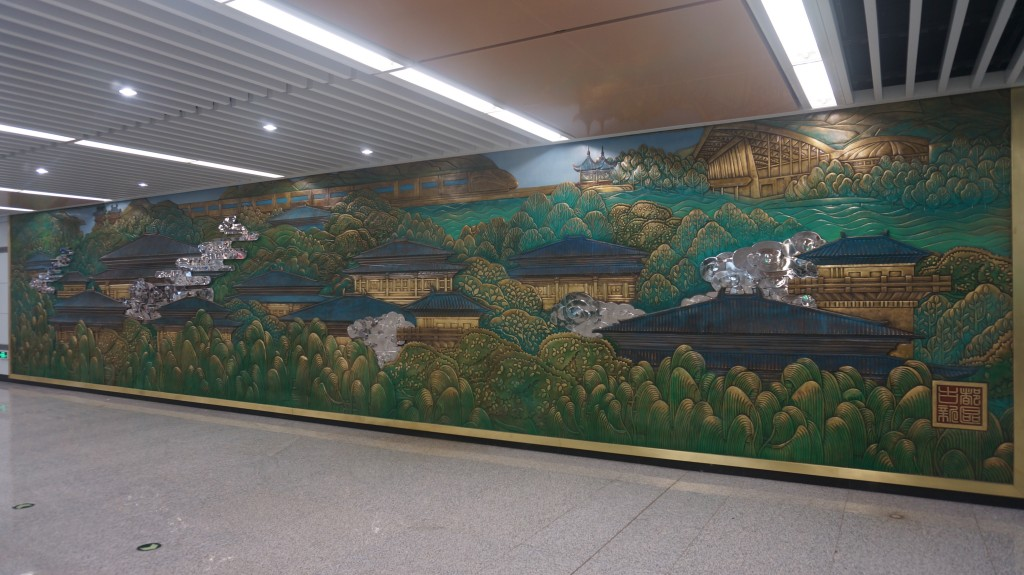
Станция Хоувэйчжай 1 линия
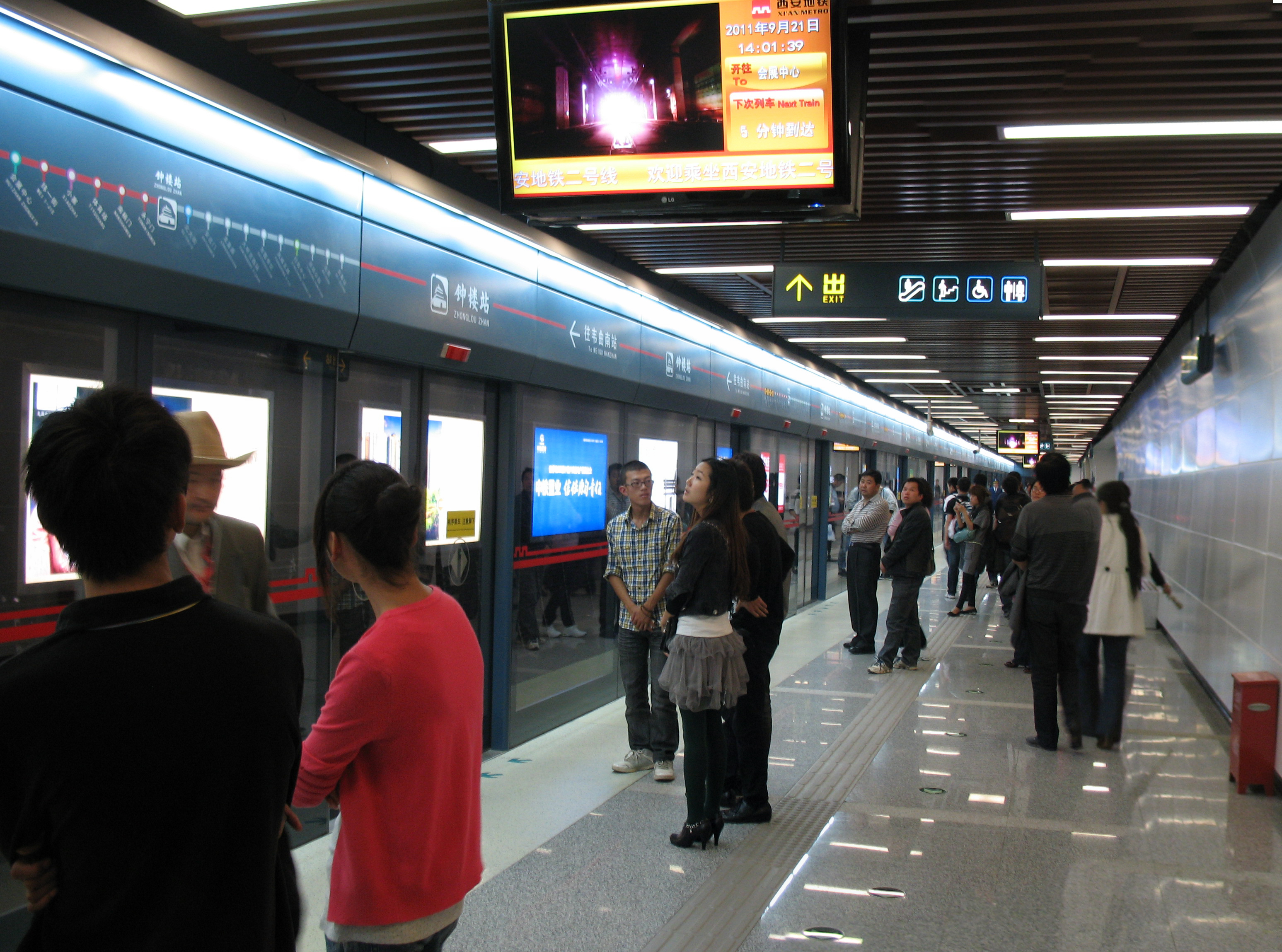
Станция Колокольная башня, линия 2
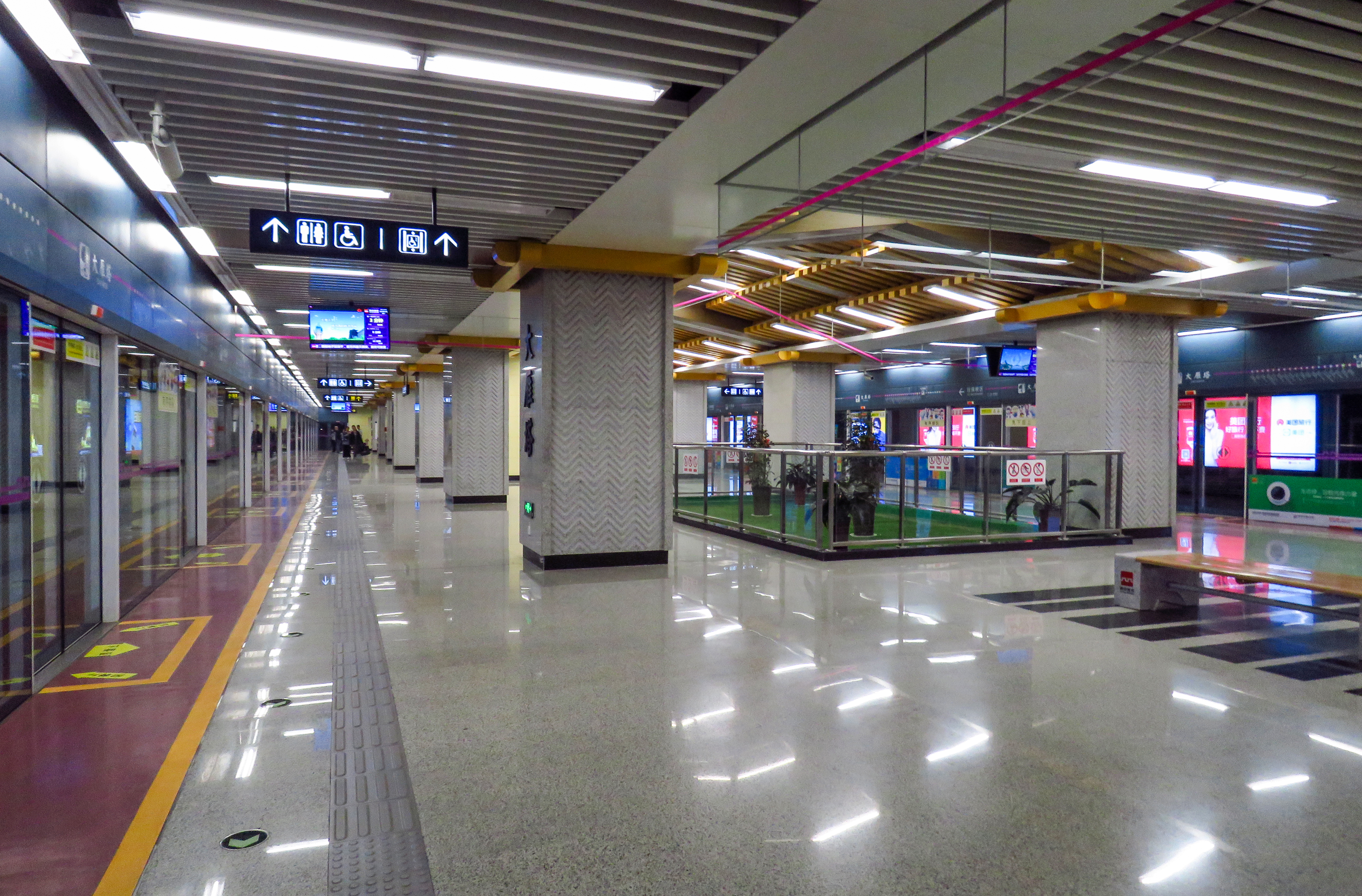
Станция Даяньта, линия 3
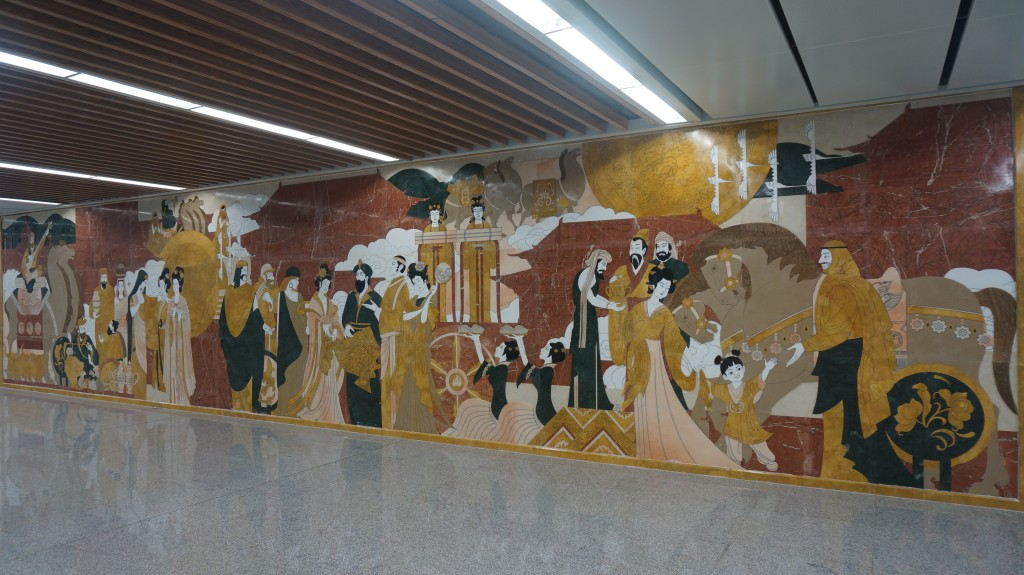
Станция Кайюаньмынь, линия 1
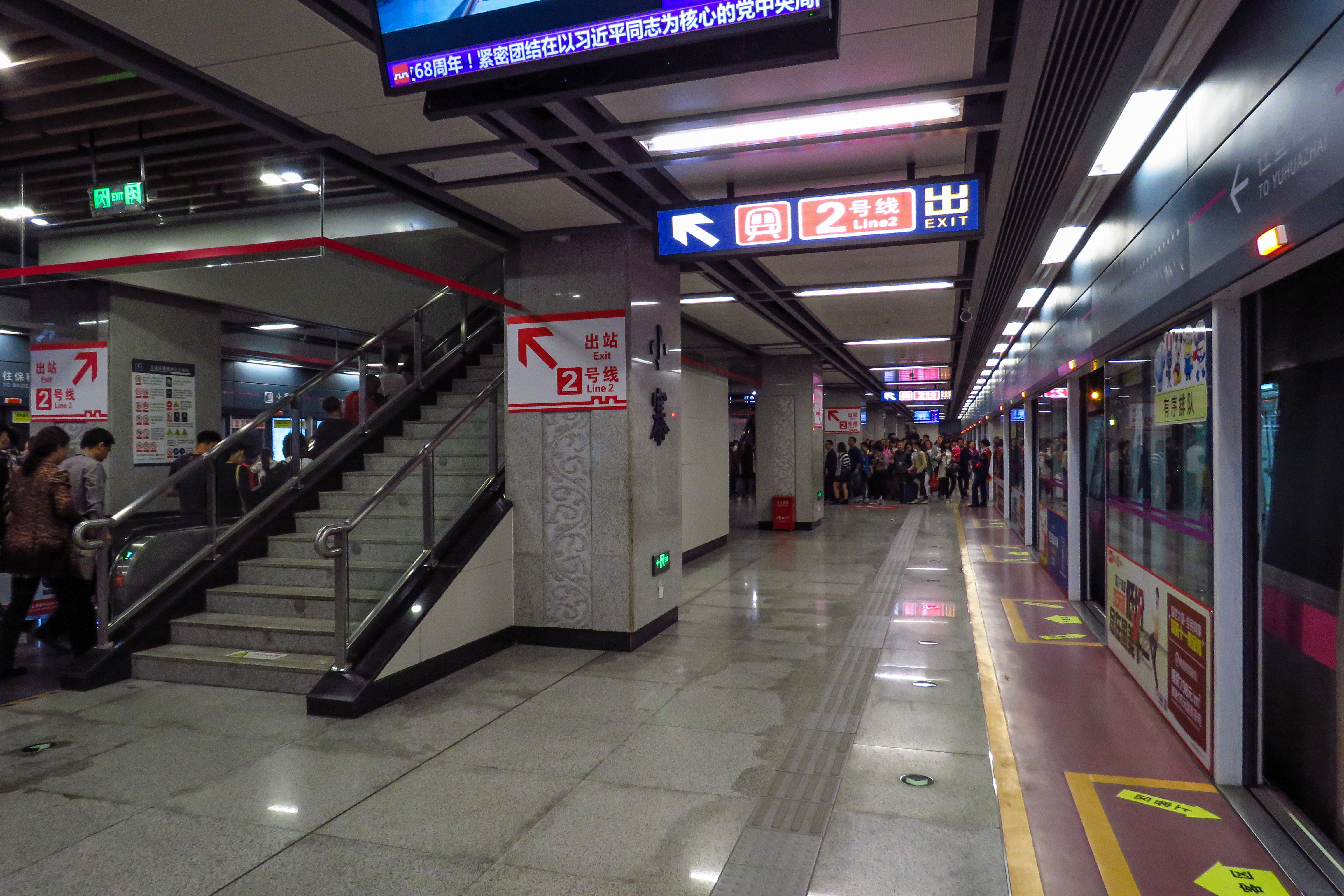
Станция Сяочжай, линия 3
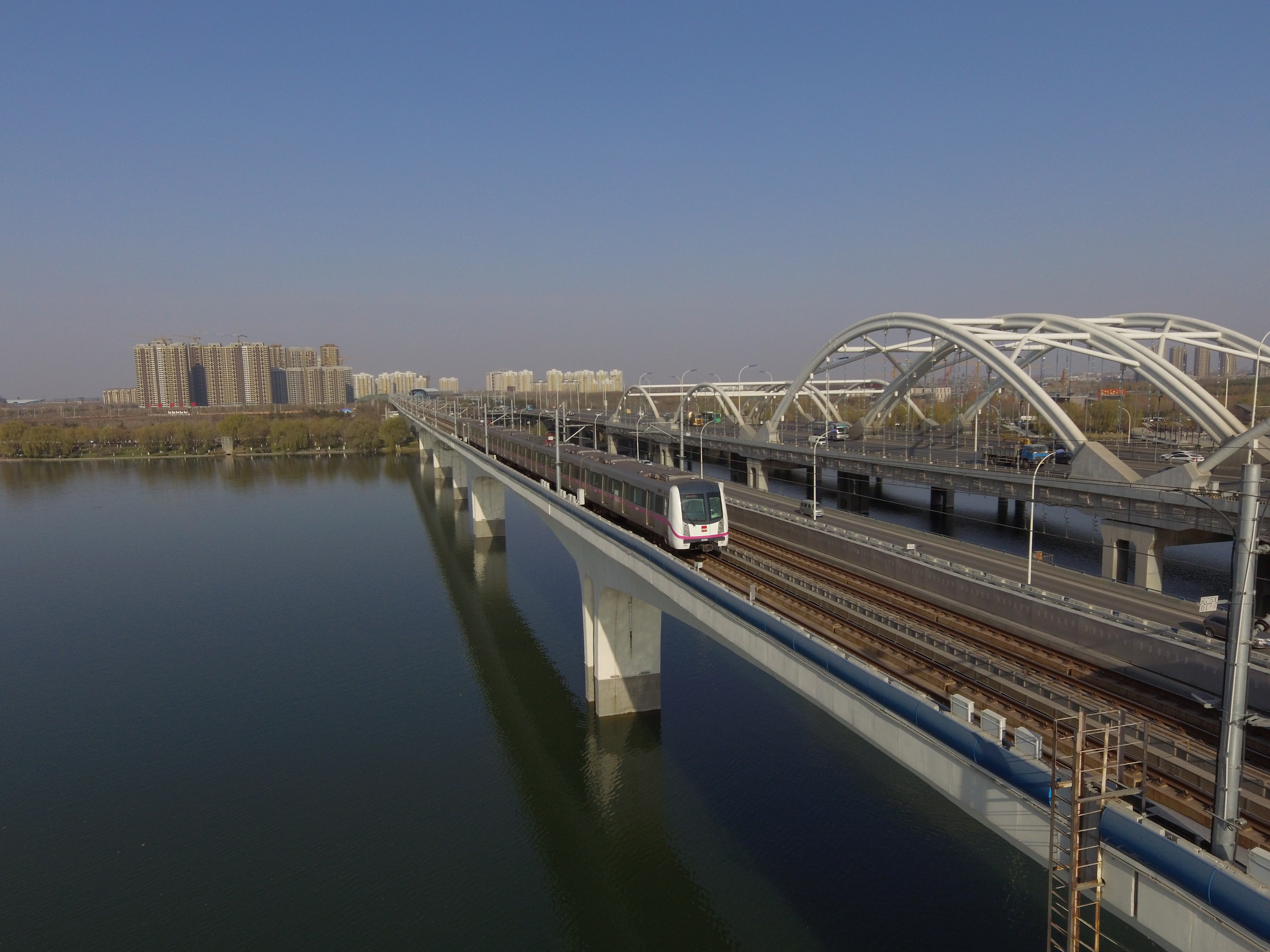
Метромост у станции Чаньбачжунсинь (линия 3)
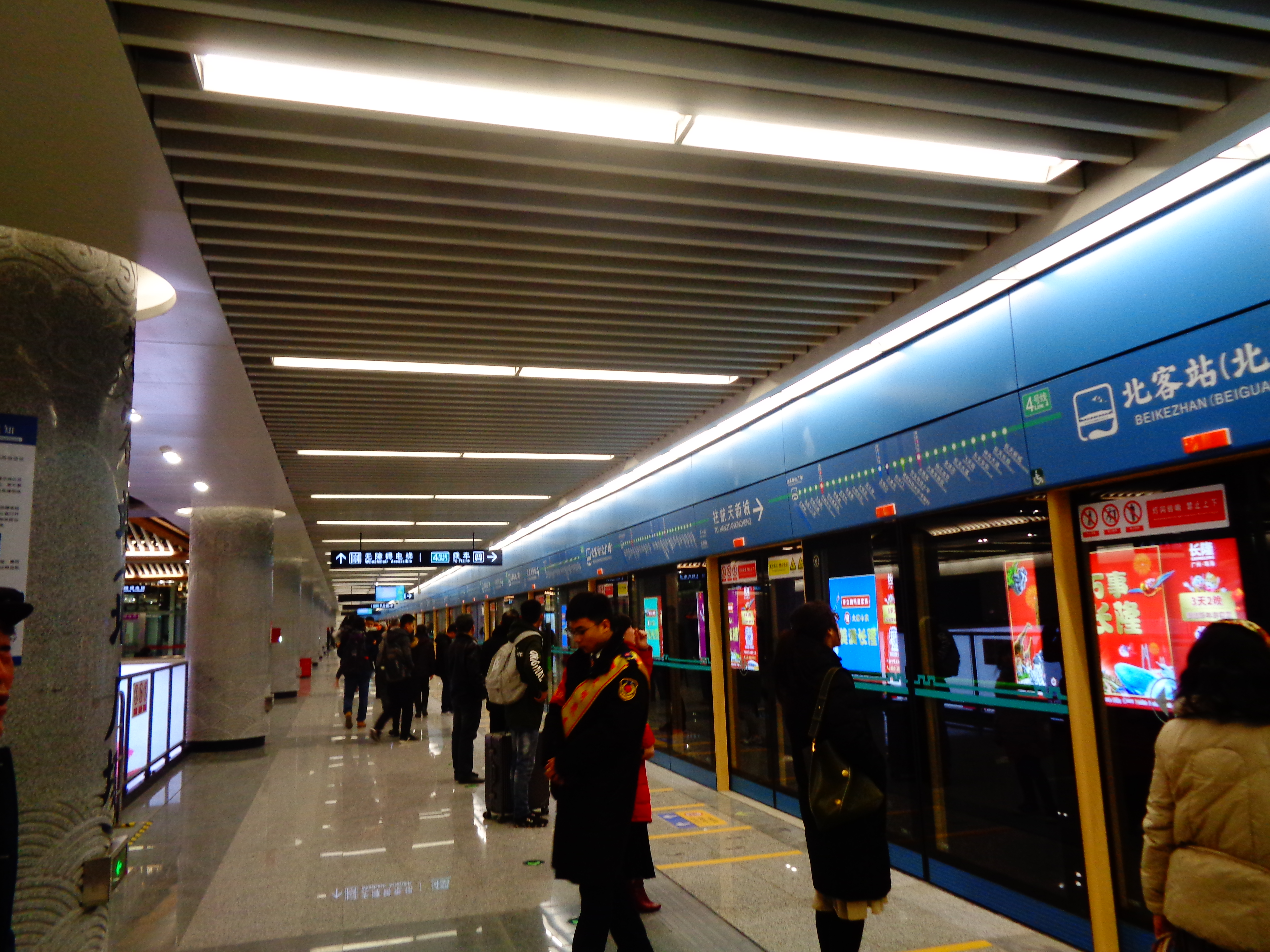
Станция Северный вокзал (линия 4)
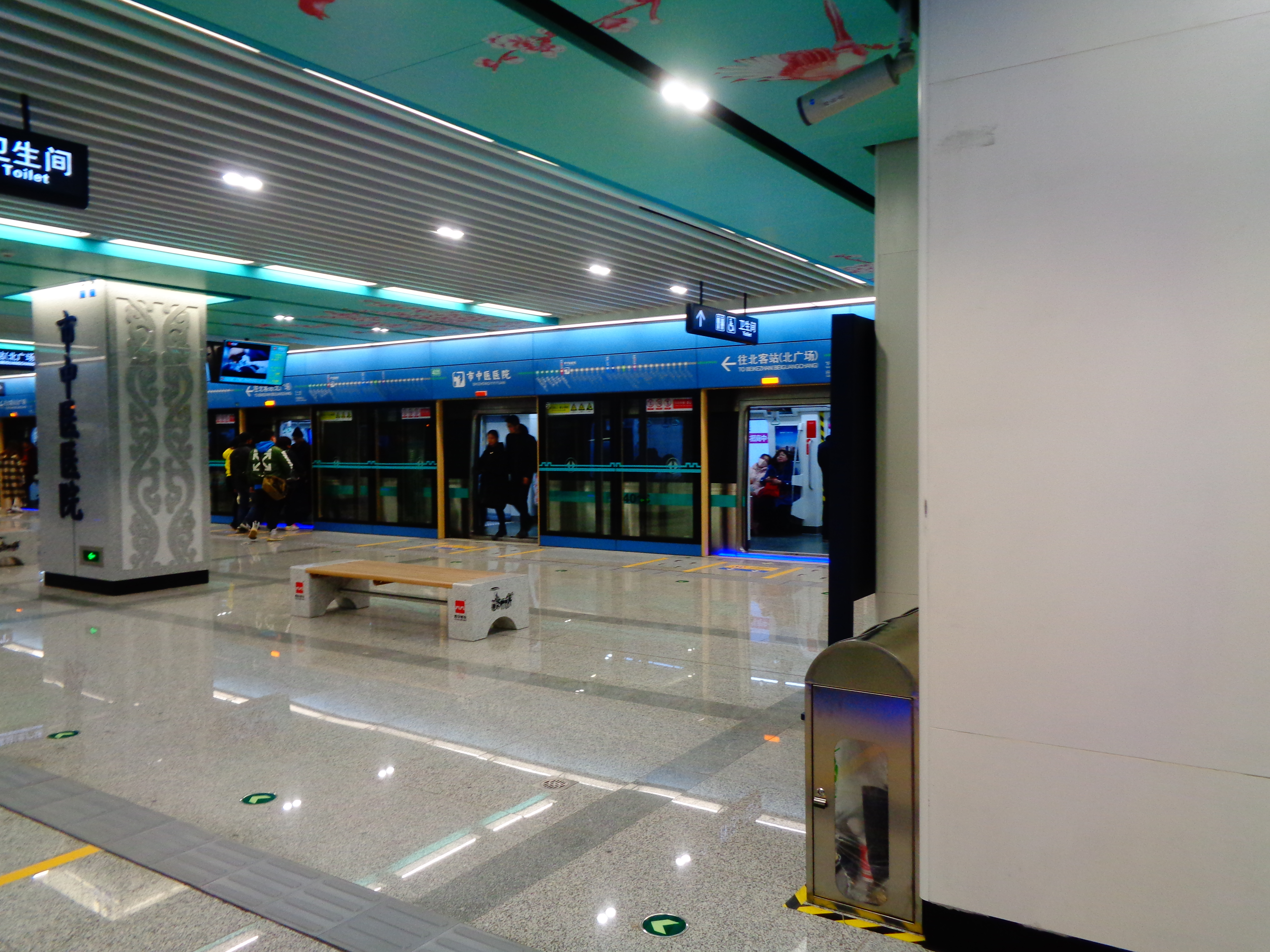
Станция Шичжуни Июань (линия 4)
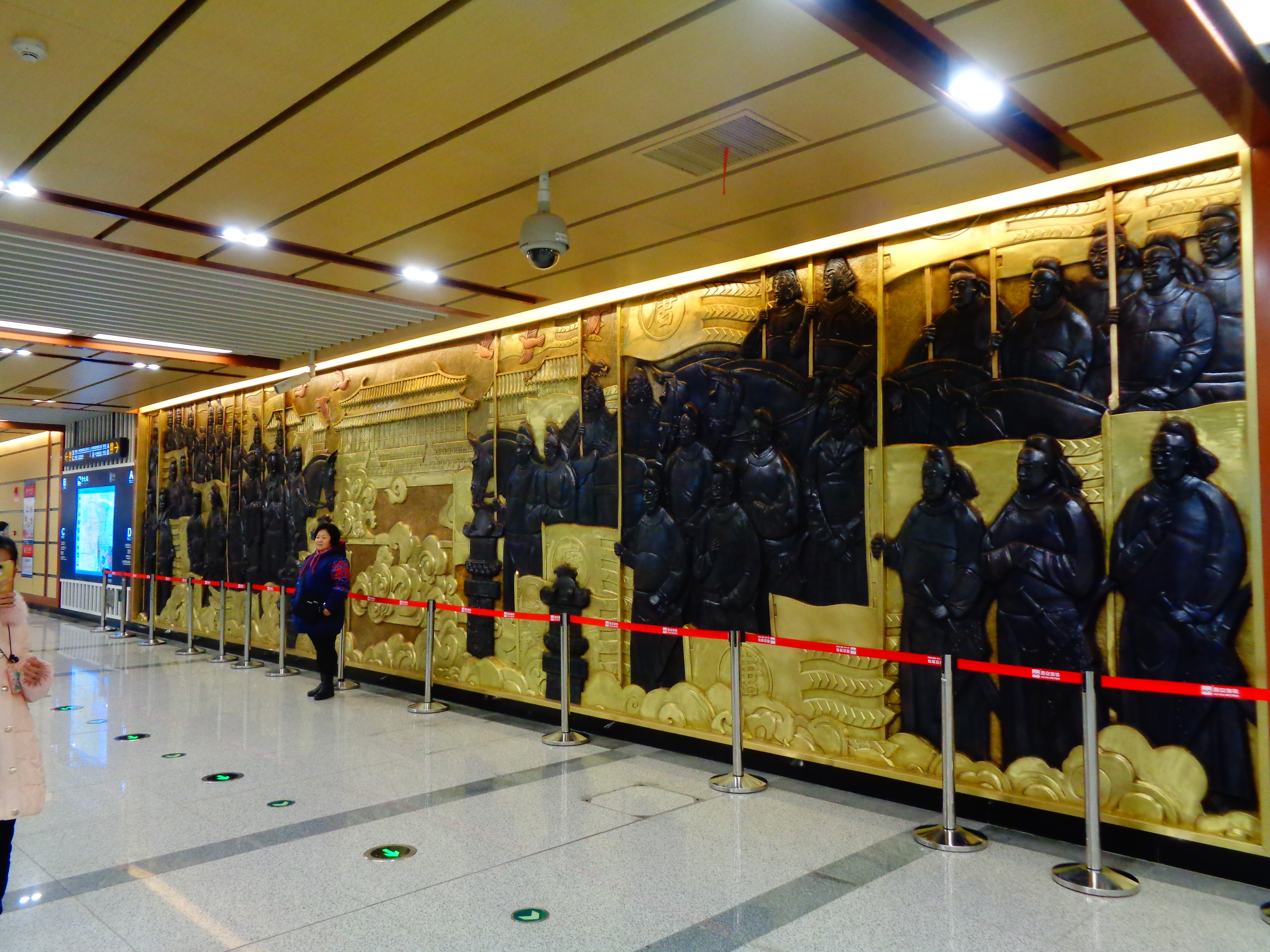
Станция Ханьюаньдянь (линия 4)